# Nowy cmentarz żydowski w Zabłudowie
Nowy cmentarz żydowski w Zabłudowie – został założony w XIX wieku i zajmuje powierzchnię 0,5 ha na której - wskutek dewastacji z okresu II wojny światowej - zachowało się około 50 nagrobków oraz zbudowany na planie kwadratu, ohel cadyka Izaaka syna Cwi Dow Beera (data powstania grobowca jest nieznana). Cmentarz znajduje się na południowy zachód od miejscowości pomiędzy drogami wiodącymi w kierunki wsi Kowalowce i Krynickie.